# Liste der Monuments historiques in Busserotte-et-Montenaille
Die Liste der Monuments historiques in Busserotte-et-Montenaille führt die Monuments historiques in der französischen Gemeinde Busserotte-et-Montenaille auf.

## Liste der Immobilien
| Bezeichnung        | Beschreibung           | Standort                             | Kennzeichnung | Schutzstatus | Datum | Bild           |
| ------------------ | ---------------------- | ------------------------------------ | ------------- | ------------ | ----- | -------------- |
| Kirche St-Ambroise | ab dem 13. Jahrhundert | Busserotte, östlich des Ortes (Lage) | PA00112166    | Inscrit      | 1947  | weitere Bilder |

## Liste der Objekte
| Bezeichnung                             | Beschreibung                                                          | Standort                                     | Kennzeichnung | Schutzstatus | Datum | Bild           |
| --------------------------------------- | --------------------------------------------------------------------- | -------------------------------------------- | ------------- | ------------ | ----- | -------------- |
| Skulptur Madonna mit Kind (1)           | Kalkstein, farbig gefasst, 15. Jahrhundert                            | Busserotte, in der Kirche St-Ambroise (Lage) | PM21000437    | Classé       | 1944  |                |
| Skulptur Heiliger Ambrosius             | Kalkstein, farbig gefasst, 15. Jahrhundert                            | Busserotte, in der Kirche St-Ambroise (Lage) | PM21000438    | Classé       | 1944  |                |
| Skulptur Heiliger Franziskus von Assisi | Kalkstein, 16. Jahrhundert                                            | Busserotte, in der Kirche St-Ambroise (Lage) | PM21002635    | Classé       | 1994  |                |
| Skulptur Heiliger Antonius der Große    | Holz, farbig gefasst, 17. Jahrhundert                                 | Busserotte, in der Kirche St-Ambroise (Lage) | PM21002636    | Classé       | 1994  |                |
| Skulptur Heiliger Claudius (1)          | Kalkstein, Ende des 15. Jahrhunderts                                  | Busserotte, in der Kirche St-Ambroise (Lage) | PM21002637    | Classé       | 1994  |                |
| Sechs Grabsteine                        | Stein, 13. und 14. Jahrhundert                                        | Busserotte, in der Kirche St-Ambroise (Lage) | PM21003845    | Inscrit      | 1989  |                |
| Glocke                                  | Bronze, 1583 gegossen                                                 | Busserotte, in der Kirche St-Ambroise (Lage) | PM21003846    | Inscrit      | 1989  |                |
| Skulptur Heiliger Nikolaus              | Stein, farbig gefasst, 17. Jahrhundert                                | Busserotte, in der Kirche St-Ambroise (Lage) | PM21003847    | Inscrit      | 1989  |                |
| Skulptur Heilige Katharina              | Stein, farbig gefasst, 17. Jahrhundert                                | Busserotte, in der Kirche St-Ambroise (Lage) | PM21003848    | Inscrit      | 1989  |                |
| Skulptur Madonna mit Kind (2)           | Aufsatz eines Prozessionsstabs; Holz, vergoldet, 18. Jahrhundert      | Busserotte, in der Kirche St-Ambroise (Lage) | PM21003849    | Inscrit      | 1989  |                |
| Skulptur Heiliger Claudius (2)          | Aufsatz eines Prozessionsstabs; Holz, farbig gefasst, 18. Jahrhundert | Busserotte, in der Kirche St-Ambroise (Lage) | PM21003850    | Inscrit      | 1989  |                |
| Expositionsnische mit zwei Engeln       | Holz, vergoldet, 18. Jahrhundert                                      | Busserotte, in der Kirche St-Ambroise (Lage) | PM21003851    | Inscrit      | 1989  |                |
| Kruzifix                                | Holz, farbig gefasst, 18. Jahrhundert                                 | Busserotte, in der Kirche St-Ambroise (Lage) | PM21003852    | Inscrit      | 1989  |                |
| Hauptaltar und zwei Seitenaltäre        | Holz, farbig gefasst, 17. Jahrhundert                                 | Busserotte, in der Kirche St-Ambroise (Lage) | PM21003853    | Inscrit      | 1989  |                |
| Pietà                                   | Kalkstein, farbig gefasst, 16. Jahrhundert                            | Montenaille, rue des Templiers (Lage)        | PM21002638    | Classé       | 1994  | weitere Bilder |